# Donny!
Donny! – amerykański serial telewizyjny (komedia) wyprodukowany przez Left/Right. Twórcą serialu są Angie Day i Donny Deutsch. "Donny!" był emitowany od 10 listopada 2015 roku do 15 grudnia 2015 roku przez USA Network.

3 sierpnia 2016 roku, stacja USA Network ogłosiła anulowanie serialu po jednym sezonie.

## Fabuła
Serial skupia się na życiu i pracy Donny'ego, samotnego ojca, który pracuje w telewizji jako fachowiec od reklamy. 

## Obsada

### Główna
- Donny Deutsch jako Donny
- Emily Tarver jako Pam
- Fiona Robert jako Coco
- Hailey Giles jako Jackie
- Jacob Anderson jako Jagger
- Jessica Renee Russell jako Violet
- Meera Kumbhani jako Zoe

## Odcinki
| Sezon | Sezon | Odcinki | Oryginalna emisja | Oryginalna emisja | Oryginalna emisja | Oryginalna emisja | Oryginalna emisja |
| Sezon | Sezon | Odcinki | Premiera sezonu   | Finał sezonu      | Premiera sezonu   | Finał sezonu      |                   |
| ----- | ----- | ------- | ----------------- | ----------------- | ----------------- | ----------------- | ----------------- |
|       | 1     | 6       | 10 listopada 2015 | 15 grudnia 2015   | brak danych       | brak danych       |                   |

### Sezon 1 (2015)
| # | Tytuł                                     | Reżyseria      | Scenariusz                   | Premiera USA Network | Premiera     |
| - | ----------------------------------------- | -------------- | ---------------------------- | -------------------- | ------------ |
| 1 | A Sext Ruined My Life!                    | Michael LaHaie | Angie Day, Donny Deutsch     | 10 listopada 2015    | nieemitowany |
| 2 | Foxy at Fifty!                            | Michael LaHaie | Angie Day, Donny Deutsch     | 17 listopada 2015    | nieemitowany |
| 3 | Little League Dads Gone Wild!             | Michael LaHaie | Angie Day, Donny Deutsch     | 24 listopada 2015    | nieemitowany |
| 4 | I'm Middle Aged, Married, and Coming Out! | Michael LaHaie | Angie Day, Donny Deutsch     | 1 grudnia 2015       | nieemitowany |
| 5 | Sexual Secrets of Married Men: Exposed!   | Michael LaHaie | Sarah Afkami , Donny Deutsch | 8 grudnia 2015       | nieemitowany |
| 6 | Boom Boom Abs!                            | Michael LaHaie | Angie Day, Donny Deutsch     | 15 grudnia 2015      | nieemitowany |

## Produkcja
15 stycznia 2015 roku stacja USA Network zamówiła pierwszy sezon serialu, który będzie się składał z 6 odcinków.